# ヘッダ・ホッパー
ヘッダ・ホッパー（Hedda Hopper、1885年5月2日 - 1966年2月1日）は、アメリカ合衆国の女優、ゴシップ・コラムニスト。

## 経歴
ブロードウェイのコーラスガールや舞台女優を経て、31歳で映画デビューし100本以上の映画に出演したが、どれも端役ばかりだった。50歳でゴシップ・コラムニストに転身すると脚光を浴び、先に活躍していたルエラ・パーソンズとともにハリウッドに大きな影響力を持った。特にアメリカの理想を守るための映画同盟には創設時から関係し、赤狩りが映画界に及んだ際にはリベラル派をはじめ同性愛者や自由奔放な者まで含めて左翼と糾弾、ブラック・リストの作成に深く関わった。後年赤狩りで追われた映画人が復帰した際もその攻撃を続け、カーク・ダグラスが脚本にダルトン・トランポを（偽名を用いて）起用した『スパルタカス』を制作した際には、共産主義者が書いた共産主義賛美の映画と強く非難している。

## 出演作品
- サンセット大通り
- 絶海の嵐
- 空の要塞
- 悪の血統
- ザ・ウィメン
- ミッドナイト
- 大ターザン
- ファッション・タイム
- 天国漫歩
- 女ドラキュラ
- 乙女よ嘆くな
- キートンの歌劇王（英語版）（1932年）[2][3]
- お気に召す儘
- 南方の放浪者
- 恋してぞ知る
- 最後の一蹴
- 女から女へ
- 赤ちゃん母さん
- ドン・ファン
- スキナーの夜会服
- 義賊ラッフルズ
- 痴人哀楽
- シャーロック・ホームズ（1922年）

## 後世の作品へのキャラクター登場
1985年のテレビ映画『Malice in Wonderland』でエリザベス・テイラーがパーソンズを演じ、ジェーン・アレクサンダーがヘッダ・ホッパー役で共演。 
1999年、ホランド・テイラーは黄金時代のハリウッドを描くAMCのコメディ・ミニシリーズ『The Lot』で、レティシア・ディヴァインというパーソンズとホッパーを連想させるキャラクターを演じた。
1999年のテレビ映画『ザ・ディレクター ［市民ケーン］の真実』ではフィオナ・ショウがホッパーを演じた。
2015年の伝記映画『トランボ ハリウッドに最も嫌われた男』では、ヘレン・ミレンがホッパーを演じた。
2017年にはベティ・デイヴィスとジョーン・クロフォードの確執を描いた伝記テレビシリーズ『フュード/確執 ベティ vs ジョーン』が放送され、ジュディ・デイヴィスがヘッダ役を演じた。
漫画『赤狩り THE RED RAT IN HOLLYWOOD』（2017年 - 2021年）では、FBIと組んでダルトン・トランボを『スパルタカス』の脚本から下ろそうと画策するところなどが描かれる。